# Cistícola d'Ayres
La cistícola d'Ayres (Cisticola ayresii) és una espècie d'ocell passeriforme de la família Cisticolidae pròpia de l'Àfrica austral. El nom commemora a l'ornitòleg sud-africà Thomas Ayres.
Es troba distribuïda pels herbassars de l'Àfrica subsahariana, en especial per Àfrica occidental i austral.